# یوتیوب کودکان
یوتیوب کودکان (به انگلیسی: YouTube Kids) نام نرم‌افزاری اندرویدی و وبسایت ویدیویی با موضوع سرگرمی، موزیک و ویدئو برای کودکان است.  هدف برنامه این است که نسخه‌ای خانوادگی‌تر از یوتیوب را برای کودکان و افراد جوان‌تر با ویژگی‌های کنترل والدین و فیلترهای ویدئویی ارائه دهد.  همچنین یوتیوب کودکان شامل ویدئوهای ویژه کودکان نیز می‌شود. این برنامه توسط شرکت گوگل توسعه یافته است.
این برنامه سرویسی را ارائه می‌کند که صرفاً برای کودکان است، با انتخاب‌های فیلتر شده محتوا، ویژگی‌های کنترل والدین، و فیلتر کردن ویدیوهایی که برای مشاهده توسط کودکان زیر ۱۳ سال نامناسب تلقی می‌شوند، مطابق با قانون حفاظت از حریم خصوصی آنلاین کودکان، که برنامه معمولی یوتیوب را از هدف قراردادن کودکان زیر ۱۳ سال برای اهداف تبلیغاتی منع می کند.